# 西登頓 (馬里蘭州)
西登頓（英語：West Denton）是位於美國馬里蘭州加羅林縣的一個普查規定居民點。

## 人口
根據2020年美國人口普查的數據，西登頓的面積為0.75平方千米，當中陸地面積為0.75平方千米，而水域面積為0.00平方千米。當地共有人口46人，而人口密度為每平方千米61.33人。